# Pisma miortvogo celoveka
Scrisorile unui om mort (titlu original: în rusă Письма мёртвого человека, transliterat: Pisma miortvogo celoveka) este un film sovietic din 1986 regizat de Konstantin Lopușanski (debut regizoral). Este creat în genurile dramatic, științifico-fantastic, postapocaliptic, cu dezastru nuclear. Filmul reflectă tema iernilor nucleare, o temă care era foarte populară în timpul Războiului Rece (în URSS și SUA). Rolurile principale au fost interpretate de actorii ucrainieni Rolan Bykov și Vatslav Dvorzhetsky. Scenariul este scris de Konstantin Lopushansky, Vyacheslav Rybakov și Boris Strugațki.
A avut premiera la câteva luni după accidentul nuclear de la Cernobîl de la 26 aprilie 1986. Filmul a devenit unul dintre cele mai importante evenimente la festivalurile de film din perioada 1986-1987. Acesta a primit o serie de premii: Marele Premiu al Festivalului Internațional de Film de la Varna și Mannheim, Premiul pentru cel mai bun regizor la Festivalului de Film de la Madrid, Premiul juriului ICF de la Tbilisi. A primit Premiul de Stat pentru cel mai bun actor -  rolul principal al profesorului Larsen interpretat de Roland Bykov.

## Rezumat
Filmul are loc într-un oraș fără nume, la ceva timp după un război nuclear, care a avut loc deoarece operatorul centrului electronic nu a avut timp să anuleze lansarea de rachete cu focos nuclear din cauza unei cafele care a provocat o eroare a unui calculator. Laureat cu Premiul Nobel pentru știință, profesorul Larsen scapă de efectele (radioactive) ale bombardamentelor nucleare în temnița muzeului istoric unde soția sa a lucrat înainte de război. Aceasta însă nu a avut timp să coboare în adăpostul antinuclear și acum suferă de o boală provocată, aparent, de o doză semnificativă de radiații. Împreună cu ei în adăpost se mai află o parte a fostului personal al muzeului. Fiecare dintre ei trăiește tragedia umanității în felul său - cineva scrie o carte de reflecție asupra cauzelor incidentului, cineva pregătește un mesaj pentru o civilizație viitoare și cineva se concentrează asupra subiectului construirii unei viitoare civilizații omenești subterane, cu o nouă moralitate și etică. Un buncăr medical este situat în apropierea adăpostului, unde prietenul lui Larsen continuă să lucreze, oferindu-i medicamente pentru soția sa pe moarte. Personajul principal al filmului, Larsen, este foarte dezamăgit pentru că știința este ceea care a adus un astfel de dezastru. Filmul se termină cu copii rătăcind la suprafață prin peisajul nelocuit, viitorul lor fiind nesigur.

## Distribuție
- Rolan Bykov - Profesorul Larsen
- Vatslav Dvorzhetsky - Pastor
- Vera Mayorova - Anna
- Vadim Lobanov
- Viktor Mikhaylov
- Svetlana Smirnova - Theresa
- Vladimir Bessekernyh
- Vyacheslav Vasiliev - medicul dozimetrist
- Natalya Vlasova

## Producție
Filmările au avut loc la studiourile Lenfilm.
Scenariul filmului a fost inițial mai lung, cu o mulțime de episoade și eroi, dar regizorul debutant a dat la o parte o mulțime de lucruri în timpul filmărilor și până la capăt a fost complet confuz asupra materialului. A făcut foarte multe filmări, pentru cel puțin 2 episoade și jumătate. Din această cauză, editarea finală a filmului a fost încredințată lui Semion Aranovici și lui Alexei Herman.

## Lansare și primire
A fost lansat de Lenfilm. Filmul a avut premiera la 16 septembrie 1986 la Festivalul Internațional de Film din Toronto.
A fost lansat în anul 1986 și a avut parte de succes comercial, fiind vizionat de 9,1 milioane de spectatori în cinematografele din Uniunea Sovietică.
În 1987, Arkadi Strugațki a considerat că acesta este singurul film străin cu tema catastrofei nucleare, care poate fi comparat cu filmul american Ultimul țărm (engleză: On the Beach) din 1959.

## Titlul filmului în alte limbi
- bulgară: Писмата на мъртвия човек
- chineză: 死者来信 - Sǐzhě láixìn
- daneză: Breve fra en afdød
- engleză: Dead Man's Letters sau Letters from a Dead Man
- finlandeză: Kuolleen miehen kirjeet
- franceză: Lettres d'un homme mort
- germană: Briefe eines toten Mannes sau Briefe eines Toten
- greacă: Γράμματα Ενός Νεκρού Ανθρώπου - Grammata enos nekrou anthropou
- italiană:	Quell'ultimo giorno
- maghiară:	A halott ember levelei
- poloneză: Listy martwego czlowieka
- suedeză: Brev från en död människa (înainte de lansare) și Brev från en död man